# Adolf Wach
Adolf Eduard Ludwig Gustav Wach, född den 11 september 1843 i Culm, död den 4 april 1926 i Leipzig, var en tysk jurist. Han var svärson till Felix Mendelssohn Bartholdy och farfar till Joachim Wach.
Wach blev 1868 privatdocent i Königsberg, 1869 ordinarie professor vid Rostocks, 1871 vid Tübingens, 1872 vid Bonns och slutligen 1875 vid Leipzigs universitet, en befattning vilken han lämnade 1920. 
Wach var en av sin tids främsta tyska forskare inom processrätten. Hans huvudverk är Handbuch des deutschen Civilprozessrechts I (1885), vilket dock aldrig fortsattes, och i övrigt kan nämnas Grundfragen und Reform des Zivilprozesses (1914). Han författade även skrifter på straffrättens område, bland vilka särskilt kan nämnas Die Reform der Freiheitsstrafe (1890).